# Casa Rozes
Casa Rozes es un edificio residencial del término municipal de Rosas, en la comarca del Alto Ampurdán, sobre la punta de Canyelles Grosses. Es de estilo racionalista y del Movimiento Moderno proyectado por José Antonio Coderch. Edificado sobre el acantilado entre 1961 y 1962.
La residencia es de una sola planta que aprovecha la irregularidad del terreno para organizarse en varios niveles escalonados en un constante y rítmico desplazamiento lateral. Todos los niveles en forma de cubo están comunicados por un largo pasillo. una terraza cubierta con voladizo domina el nivel más superior de la casa.
Junto con la Casa Ugalde de Caldetas, puede considerarse una de las obras más relevantes de la producción arquitectónica de Coderch y de la arquitectura de este período en Cataluña.